# Lutheran Church-Canada
Lutheran Chuch-Canada (LCC) (franska: Église Luthérienne du Canada) är en luthersk kyrka i Kanada. Samfundet bildades år 1988 av Missourisynodens församlingar i Canada. LCC är medlem i International Lutheran Council och har 276 församlingar med dryga 47 607 medlemmar.